# Ida Lien
Ida Lien (Drammen, 5 april 1997) is een Noorse biatlete. Ze vertegenwoordigde haar land op de Olympische Winterspelen 2022 in Peking.

## Carrière
Op 5 maart 2020 maakte Lien haar debuut in de wereldbeker in de 10 km sprint, waar ze een 68e plaats behaalde in Nové Město na Moravě. Twee dagen later op 7 maart haalde samen met Karoline Offigstad Knotten,Ingrid Landmark Tandrevold en Tiril Eckhoff haar eerste wereldbeker zege in de 4×6 km estafette aldaar. Later dat jaar op 28 november haalde ze haar eerste individuele punten in de wereldbeker. met een 30 plaats in Kontiolahti. 
Tijdens de Wereldkampioenschappen biatlon 2021 in Pokljuka werd Lien voor het eerst wereldkampioen in de 4×6 km estafette samen met Tiril Eckhoff, Ingrid Landmark Tandrevold en Marte Olsbu Røiseland.
In 2022 nam ze deel aan de Olympische spelen in Peking waar ze een vierde plaats behaalde in de Estafette samen met Karoline Offigstad Knotten, Tiril Eckhoff en Marte Olsbu Røiseland.

## Resultaten

### Olympische Winterspelen
| Jaar | Plaats | Onderdeel   | Onderdeel | Onderdeel     | Onderdeel  | Onderdeel | Onderdeel          |
| Jaar | Plaats | Individueel | Sprint    | Achtervolging | Massastart | Estafette | Gemengde estafette |
| ---- | ------ | ----------- | --------- | ------------- | ---------- | --------- | ------------------ |
| 2022 | Peking | –           | 38e       | 34e           | –          | 4e        | –                  |

### Wereldkampioenschappen
| Jaar | Plaats   | Onderdeel   | Onderdeel | Onderdeel     | Onderdeel  | Onderdeel | Onderdeel          | Onderdeel                 |
| Jaar | Plaats   | Individueel | Sprint    | Achtervolging | Massastart | Estafette | Gemengde estafette | Single gemengde estafette |
| ---- | -------- | ----------- | --------- | ------------- | ---------- | --------- | ------------------ | ------------------------- |
| 2021 | Pokljuka | 11e         | 17e       | 17e           | 24e        | Goud      | –                  | –                         |
| 2023 | Oberhof  | 17e         | 42e       | 36e           | –          | 6e        | –                  | –                         |

### Wereldbeker
Eindklasseringen
| Seizoen   | Algemeen | Individueel | Sprint | Achtervolging | Massastart |
| --------- | -------- | ----------- | ------ | ------------- | ---------- |
| 2018/2019 | 87e      | –           | –      | 69e           | –          |
| 2019/2020 | –        | –           | –      | –             | –          |
| 2020/2021 | 29e      | 26e         | 22e    | 30e           | 45e        |
| 2021/2022 | 36e      | –           | 21e    | 49e           | 45e        |
| 2022/2023 | 40e      | –           | 30e    | 43e           | –          |

Wereldbekerzeges
| Nr.       | Datum            | Plaats               | Onderdeel        |
| Estafette | Estafette        | Estafette            | Estafette        |
| --------- | ---------------- | -------------------- | ---------------- |
| 1.        | 7 maart 2020     | Nové Město na Moravě | 4×6 km estafette |
| 2.        | 20 februari 2021 | Pokljuka (WK)        | 4×6 km estafette |
| 3.        | 22 januari 2022  | Antholz              | 4×6 km estafette |
| 4.        | 3 maart 2022     | Kontiolahti          | 4×6 km estafette |
| 5.        | 11 maart 2023    | Östersund            | 4×6 km estafette |